# 伊朗曆
伊朗曆（波斯語：‎，拉丁轉寫：Gahshomari-ye Irani，英文簡稱SH），又名波斯曆或Jalaali曆，是目前在伊朗和阿富汗使用的陽曆，以基督曆622年为元年。
波斯曆是古波斯人基于觀察天象，而不是基于規則推算而來。透過從德黑蘭（或東經52.5度子午線）和喀布爾精確的天文觀測，確定每年的第一天（纳吾肉孜节）由春分開始。公历2021年3月20日至2022年3月20日为波斯曆1400年。

## 背景
波斯人很早就瞭解曆法的重要性，並持續改良。波斯文化是最早採用陽曆的文化之一，早在瑣羅亞斯德教出現、阿契美尼德帝国建立之前就存在波斯曆法，並且曆法很早就採行太陽曆曆法、而不是陰曆或陰陽混合曆法。太陽在伊朗傳統文化裡有重要的象徵意義。目前的伊朗曆源自阿契美尼德帝国時期的瑣羅亞斯德教曆法，它是按照古埃及曆法設計的，有12個月，每個月30天，置閏月調節差距，但只用於宗教，日常包括政治仍然使用巴比倫曆。對於紀元開始問題，瑣羅亞斯德教祭司誤將居魯士對巴比倫的征服解讀之公元前539年為瑣羅亞斯德受啟示的時間，並據阿維斯陀所述瑣羅亞斯德於30歲得到啟示，定公元前568年為紀元開始。
瑣羅亞斯德教曆法於公元224年萨珊王朝建立時被宣布為官方曆法。七世紀中葉開始執政的穆斯林統治者引入伊斯蘭曆，但伊斯蘭曆與瑣羅亞斯德教曆法不同，這造成了統治困難，因為伊斯蘭曆為陰曆，其一年更短導致以前在收穫後徵收的稅款現在必須在收穫前繳納，因此瑣羅亞斯德教曆法沒有被完全停止使用。
1074年，塞尔柱帝国第三任蘇丹马立克沙一世頒布亞拉里曆，亞拉里曆由欧玛尔·海亚姆制定，比儒略曆更為精確，但該曆法利基於對長期天文觀測，導致各月份長度沒有固定規律，使用上不方便。1911年波斯卡扎尔王朝將亞拉里曆定為官方曆法，1925年3月31日巴列維王朝在波斯議會立法宣布採用簡化的新伊朗曆，追溯公元622年（穆罕默德在那年從麥加出行到麥地那）為伊朗曆紀元元年，並以春分為每年的第一天，且固定月名和每個月的天數，且法條中再進一步申明官方反對民間慣用的陰曆。
阿富汗也在1922年立法採用伊朗曆，並在1957年採用新伊朗曆，阿富汗與伊朗兩者每個月的天數都相同，主要的差別在於阿富汗使用在1925年之前伊朗使用的傳統阿拉伯語月名而不是伊朗在1925年採用的新名。在阿富汗普什圖地區，則仍使用普什圖語的月名。
1976年穆罕默德-礼萨·巴列维將紀元開始改為前559年（居魯士在位的第一年），伊朗曆年份從1355年變為2535年。但1979年伊朗伊斯蘭革命後，年份變更被廢除，再次以公元622年為元年。
阿富汗在塔利班統治的1996年—2001年，以伊斯蘭曆為官方曆法，2001年阿富汗戰爭後，新政權阿富汗伊斯蘭共和國宣布恢復使用伊朗曆。2021年塔利班重新掌權後，塔利班宣布自2022年7月30日，即伊斯蘭曆1444年新年，開始使用伊斯蘭曆作為官方曆法。

## 細節
伊朗日曆年的第一天是從北半球春分日的午夜開始。古波斯天文學家由中午時間觀察北半球的太陽的高度確定；如果春分點在連續兩個正午之間，那第一個正午落在上一年的最後一天，第二個正午落在下一年的第一天。換句話說，在旧年最后一天正午，太阳仍然直射在赤道南侧；但在新年第一天正午，太阳将会直射在赤道北侧，波斯新年（Norouz）即是北半球春天的開始。伊朗曆月名由12 個波斯名字組成。前6個月是每月31天，下5個月是30天，最後一個月平年29天，閏年30天。前6個月有31天和其餘30天的原因，不是設計者隨便決定的，它是透過研究的事實，由於地球公轉是沿橢圓形軌道，在北半球的春天和夏天，地球接近遠日點，與秋天和冬天相比，繞太陽移動稍微緩慢。
伊朗曆每月的期間與黃道星座期間大致相近。
應特別注意，在1925年現代波斯日曆（伊朗曆1304年）之前，各月的長度每年不同，並且一個月也能由32天組成。例如，在伊朗曆1303年的各月的長度分別是30，31，32，31，32，30，31，30，29，30，29以及30天，而在伊朗曆1302年的各月的長度是30，31，32，31，31，31，31，29，30，29，30以及30天。
由于地球繞太陽公轉的實際平均週期为365.24219天，和其他太阳历一样，波斯历每隔几年便会有一个闰年。因为波斯历新年的第一天和春分点有关，波斯历实际的置闰方式是通过天文观测和推算而决定的，大致每33年有8个闰年。
有部分历算家提出2820年683闰的置閏法则，由21個128年的週期和1個132年的週期组成。但这一观点也受到广泛批评。虽然在一个周期内，一年的平均长度约为365.24220天，和回归年的平均长度（平回归年）相当接近。但伊朗历基于春分点，太阳在黄道上回到春分点的平均时间（春分点年）实际上要略长于平回归年，大约有365.24237天。因此2820年683闰这一置闰法则在一个周期里误差反而会达到0.5天之多，甚至不如33年8闰精确（后者平均一年有365.24242天，和春分点年长度更接近）。

## 伊朗曆的月份名稱
| 月序 | 天數  | 伊朗現代波斯語名稱 | 伊朗現代波斯語名稱 | 阿富汗達利波斯語名稱 （同阿拉伯語） | 阿富汗達利波斯語名稱 （同阿拉伯語） | 阿富汗普什圖語名稱 | 阿富汗普什圖語名稱 | 平年相當于公曆 | 對應節氣       | 對應黃道帶星宮 |
| 月序 | 天數  | 拉丁拼音           | 波斯字母           | 拉丁拼音                            | 波斯字母                            | 拉丁拼音           | 波斯字母           | 平年相當于公曆 | 對應節氣       | 對應黃道帶星宮 |
| ---- | ----- | ------------------ | ------------------ | ----------------------------------- | ----------------------------------- | ------------------ | ------------------ | -------------- | -------------- | -------------- |
| 1    | 31    | Farvardin          | فروردین            | Hamel                               | حمل                                 | Wray               | وری                | 3/21- 4/20     | 春分→清明→穀雨 | 白羊宮         |
| 2    | 31    | Ordibehesht        | اردیبهشت           | Sawr                                | ثور                                 | Ghwayay            | غویی               | 4/21-5/21      | 穀雨→立夏→小滿 | 金牛宮         |
| 3    | 31    | Khordad            | خرداد              | Jawza                               | جوزا                                | Ghbargolay         | غبرګولی            | 5/22-6/21      | 小滿→芒種→夏至 | 雙子宮         |
| 4    | 31    | Tir                | تیر                | Saratan                             | سرطان                               | Chungash           | چنګاښ              | 6/22-7/22      | 夏至→小暑→大暑 | 巨蟹宮         |
| 5    | 31    | Mordad             | مرداد              | Asad                                | اسد                                 | Zmaray             | زمری               | 7/23-8/22      | 大暑→立秋→處暑 | 獅子宮         |
| 6    | 31    | Shahrivar          | شهریور             | Sonbola                             | سنبله                               | Wagay              | وږی                | 8/23-9/22      | 處暑→白露→秋分 | 室女宮         |
| 7    | 30    | Mehr               | مهر                | Mizan                               | میزان                               | Tala               | تله                | 9/23-10/22     | 秋分→寒露→霜降 | 天秤宮         |
| 8    | 30    | Aban               | آبان               | Aqrab                               | عقرب                                | Laram              | لړم                | 10/23-11/21    | 霜降→立冬→小雪 | 天蠍宮         |
| 9    | 30    | Azar               | آذر                | Qaws                                | قوس                                 | Linday             | لیندۍ              | 11/22-12/21    | 小雪→大雪→冬至 | 人馬宮         |
| 10   | 30    | Dey                | دی                 | Jady                                | جدی                                 | Marghumay          | مرغومی             | 12/22-1/20     | 冬至→小寒→大寒 | 摩羯宮         |
| 11   | 30    | Bahman             | بهمن               | Dalv                                | دلو                                 | Salwagha           | سلواغه             | 1/21-2/19      | 大寒→立春→雨水 | 寶瓶宮         |
| 12   | 29/30 | Esfand             | اسفند              | Hout                                | حوت                                 | Kab                | کب                 | 2/20-3/20      | 雨水→驚蟄→春分 | 雙魚宮         |

## 在伊朗日曆裡的一周
在伊朗日曆裡，每周從星期六開始並在星期五結束。
一周內每天的名稱是：
| 拉丁拼音        | 波斯語                    | 註解（相當于公曆） |
| --------------- | ------------------------- | ------------------ |
| Shanbeh         | شنبه                      | 星期六             |
| Yekshanbeh      | یکشنبه                    | 星期日             |
| Doshanbeh       | دوشنبه                    | 星期一             |
| Seshanbeh       | سه شنبه                   | 星期二             |
| Chaharshanbeh   | چهارشنبه                  | 星期三             |
| Panjshanbeh     | پنجشنبه                   | 星期四             |
| Jom'eh 或Adineh | جمعه 源於阿拉伯語 或آدینه | 星期五             |

Jom'eh（主麻）是安息日。

## 與公曆間日期、工作日的轉換
與公曆日期的轉換計算很容易。只需先選擇一個基準日。例如：伊朗曆 - Yekshanbeh，1  Farvardin 1372，相等于公曆 - 1993年3月21日，星期日。 
與公曆相同，平年每過一個度年，同一日期，向前移動一個工作日。如果是閏年，則向前移動兩個工作日。
以33年8闰的週期循環近似，向前每33年則向后移動8個工作日。與此類似，每向后33年則向前移動8個工作日。例如：伊朗曆 - Shanbeh，1  Farvardin 1405，相等于公曆 - 2026年3月21日，星期六。

## 註解
1. ↑  在中国也称回回陽曆（回回曆或回曆指伊斯兰历，不可用来指称波斯曆）